# George Chandler Whipple
George Chandler Whipple (New Boston, New Hampshire; 2 de marzo de 1866 - Cambridge, Massachusetts; 27 de noviembre de 1924) fue un algólogo, y botánico estadounidense. Además ingeniero civil e ingeniero sanitarista, y experto en el campo de la microbiología sanitaria. Su carrera se extendió de 1889 a 1924 y conocido como cofundador de la Escuela de Salud Pública de Harvard. Whipple publicó algunos de los libros más importantes en la historia temprana de la salud pública y la microbiología aplicada.

## Biografía
Nació en 1866 en la pequeña ciudad de New Boston (Nuevo Hampshire), que se encuentra a pocos km al oeste de Mánchester, Nueva Hampshire. Pasó la mayor parte de su infancia en el barrio Chelsea de Boston, donde su padre tenía una tienda de ferretería. En 189S, se graduó en el Instituto de Tecnología de Massachusetts con una licenciatura en ciencias en ingeniería civil.
Mientras estudiaba en el MIT, fue profundamente influenciado por William T. Sedgwick. Y también interactuó con Dr. Thomas M. Drown y con sus compañeros de estudios George W. Fuller y Allen Hazen. Más tarde, Whipple realizó estudios de posgrado en el Instituto Stevens de Tecnología en Hoboken, Nueva Jersey.: 224 

### Primeros pasos en su carrera
Sus dos primeros trabajos fueron con los servicios de agua: Boston Water Works como Director del Laboratorio Chestnut Hill (1889 a 1897) y el Departamento de Abastecimiento de Agua de Brooklyn como Director del Laboratorio Mt. Prospect (1897-1904). Mientras en ambas instituciones, reunió material para producir su obra fundamental  La Microscopía de Agua Potable.  El libro fue el primer texto dedicado exclusivamente a la identificación y enumeración de los organismos acuáticos microscópicos que causaron problemas en fuentes de agua potable de suministro . Muchos artículos notables fueron incluidos en el libro, pero dos se merecen una mención especial. En primer lugar, para determinar la transparencia / turbidez en los embalses, Whipple modificó el original de blancos del disco Secchi a "... un disco de 8 pulgadas de diámetro, dividido en cuadrantes pintados alternativamente en blanco y negro como el blanco de una varilla de nivel ...": 73–75  El disco Secchi blanco y negro es el disco estándar que se utiliza actualmente en investigaciones de limnología y estudios de calidad del agua marina. En segundo lugar, el capítulo 9º de su libro organizó por primera vez lo que se sabía acerca de los olores en el suministro de agua y de cómo las algas y otros microorganismos contribuían a olores problemas.: 113–29 

### Hazen y Whipple
En 1904, Whipple se unió a Allen Hazen en una empresa de consultoría. Sus oficinas se encontraban en la ciudad de Nueva York y sirvió a clientes en todo los EE. UU.
Hazen tomó la delantera en la mayor parte de los trabajos de consultoría y Whipple realizó "nominalmente asociación consultiva" en los últimos años.: 228 
En 1914, el nombre de la empresa se cambió a Hazen, Whipple y Fuller cuando Weston E. Fuller se convirtió en socio. Otro pionero en la ingeniería sanitaria, Malcolm Pirnie, se unió a la firma en 1911 y cinco años más tarde se hizo socio de la firma. Con la muerte de Hazen en el año 1930, los registros y los libros de la empresa pasaron a manos de Pirnie.
Whipple trabajó directamente con el Distrito de Agua de Portland, Maine en 1908 y en 1924. Recomendó en ambas ocasiones que la filtración del lago Sebago no era necesaria. Para otros suministros de agua, hizo recomendaciones opuestas. En 1922, recomendó que los suministros de agua más superficiales fuesen filtrados porque esas fuentes de agua rara vez estaban protegidos de la contaminación.
En 1910, Hazen y Whipple fueron contratados por la ciudad de Pittsburgh para investigar la necesidad de reemplazar el sistema de alcantarillado combinado de la ciudad que no tiene tratamiento de aguas residuales con un sistema de alcantarillado separado y una planta para el tratamiento de las aguas residuales antes de su vertido. Recomendaron ningún cambio en el sistema existente. En ese momento, su informe fue aclamado como "el más importante informe de alcantarillado y depuración de aguas residuales realizado en los Estados Unidos." Con el énfasis actual, en el control de derrames de drenaje combinados y los enormes costos para efectuar el control de esas importantes fuentes no puntuales de contaminación, el informe no recibiría los mismos aplausos hoy que lo hizo en 1910. Mientras que un socio de Hazen y Whipple, también fue profesor consultor de abastecimiento de agua y eliminación de aguas residuales en el Instituto Politécnico de Brooklyn de 1907 a 1911.

### El clorado y los ensayos de Jersey City
La formación temprana de Whipple en bacteriología, lo preparó para evaluar el uso del clorado para desinfección de suministros de agua. A principios de 1906, Whipple visitó Europa y recorrió varias instalaciones utilizando diversas formas de cloro para la desinfección del agua potable. Presentó sus hallazgos desde el viaje en una conferencia AWWA junio de 1906. En su documento, señaló que si bien es poco probable que los "productos químicos tóxicos" se añadirían al agua potable para matar bacterias, que alguna consideración de la desinfección química se podría dar en el futuro. Después de su presentación, el público lo atacó verbalmente, incluso al suguerir que los productos químicos se utilizan para desinfectar el agua potable. Ni los ingenieros sanitarios ni el público en general estaban listos para la desinfección química.
En 1899, Jersey City, Nueva Jersey contrató la construcción de un nuevo suministro de agua en el río Rockaway, a 23 millas al oeste de la ciudad. El suministro de agua incluía una presa, embalse y tubería de 23 millas y se terminó el 23 de mayo de 1904. Como era común durante ese período de tiempo, no se proporcionó tratamiento (excepto para la detención y la sedimentación fomentada por el Embalse Boonton) al servicio. Funcionarios de la ciudad no estaban satisfechos con el proyecto entregado por la empresa privada de agua y presentó una demanda en el Chancery Court de Nueva Jersey. Entre las muchas quejas por parte de funcionarios de Jersey City fue la afirmación de que el agua servida a la ciudad no era "pura y sana" como lo exigía el contrato. Whipple testificó como testigo experto para el demandante en ambos ensayos. En el primer juicio, testificó que el agua que se suministraba a la ciudad estaba contaminada con bacterias de descargas de aguas residuales en la cuenca por encima del depósito. Otros peritos de los demandantes incluyeron a Earle B. Phelps, Charles-Edward A. Winslow y William T. Sedgwick.
En el segundo ensayo, Whipple atacó la propuesta por John L. Leal para tratar el agua, desde el depósito, con cloruro de cal (hipoclorito de calcio). En cambio, se recomendó la construcción de alcantarillas en la cuenca y una planta de tratamiento que descargue los residuos tratados por debajo del depósito. El sistema de cloración fue declarada un éxito por el Auxiliar Judicial, William J. Magie, y fue juzgado capaz de abastecer Jersey City con agua que era "pura y saludable."
A pesar de su oposición al clorado del suministro de agua a Jersey City, Whipple recomendó la adición de cloruro de cal antes de los filtros lentos de arena en Poughkeepsie, Nueva York. Su recomendación fue rápidamente adoptado el 17 de marzo de 1909, que hizo que el suministro de agua Poughkeepsie la tercera fuente de agua potable estadounidense en recibir desinfección continua por cloro (después de Jersey City [26 de septiembre de 1908] y la planta de tratamiento en Little Falls, Nueva Jersey [4 de febrero de 1909]).

### Escuela de Salud Pública de Harvard
La carrera de Whipple dio un giro importante en 1911, cuando fue nombrado profesor de Ingeniería Sanitaria Gordon McKay en la Universidad Harvard, donde permaneció hasta su muerte. Su nombramiento fue algo inusual, incluso durante este período de tiempo debido al hecho de que solo poseía una licenciatura en ciencias. Sin embargo, su extensa investigación y publicaciones, su liderazgo técnico y su posición en el Instituto Politécnico de Brooklyn lo prepararon para sus nuevas responsabilidades.
Junto con sus mentores, William T. Sedgwick, y Milton J. Rosenau, Whipple fundó la Escuela de Salud Pública en 1913 que fue apoyado conjuntamente por la Universidad de Harvard y el MIT. En 1922, ambas entidades se convirtieron en la Escuela de Salud Pública de Harvard y Whipple impartió cursos en el marco del plan de estudios.

### Cruz Roja de EE. UU. y la misión a Rusia
Whipple era un voluntario activo y asesor de la Cruz Roja Americana. En 1917 y con el grado de Mayor, fue nombrado Comisionado Adjunto a Rusia. Whipple, junto con sus colegas Charles -E.A. Winslow y Malcolm Pirnie, fueron parte de un gran grupo de personas que viajaron a Rusia durante el tiempo del gobierno de Kerensky.
También fue Jefe del Departamento de Sanidad en la Liga de Sociedades de la Cruz Roja en Ginebra, Suiza. En esa posición estudió la fiebre tifus en Rumania.

## Algunas publicaciones
- 1899. The Microscopy of Drinking-Water. New York:John Wiley & Sons.
- 1902. “On the Practical Value of Presumptive Tests for Bacillus Coli in Water.” Public Health Pap Rep. 28: 422-31.
- 1906. “Disinfection as a Means of Water Purification.” Proc. AWWA. 266-80.
- 1906. “Disinfection as a Means of Water Purification.” The Surveyor 30:768, octubre 5. 413-6.
- 1907. The Value of Pure Water. New York:John Wiley & Sons.
- 1908. Typhoid Fever: Its Causation, Transmission and Prevention. New York: Wiley. 407 p.
- 1917. State Sanitation. Cambridge: Harvard University Press.
- 1918. Fresh-water biology con Henry B. Ward. New York: John Wiley & Sons. 1.134 p.
- 1919. Vital Statistics. New York: John Wiley & Sons.
- con E.O. Jordan, C.-E.A. Winslow. 1924. A Pioneer of Public Health: William Thompson Sedgwick. New Haven, Conn. Yale University Press.
- 1924. Recommended Minimum Requirements for Plumbing in Dwellings and Similar Buildings: Final Report of Subcommittee on Plumbing of the Building Code Committee, July 3, 1923 ... Bureau of Standards. Ed. U.S. Gov. Printing Office, 260 p.
- 2008. Vital Statistics: An Introduction to the Science of Demography. Reimpreso de BiblioBazaar, 536 p. ISBN 0559771851, ISBN 9780559771859

- La abreviatura «G.C.Whipple» se emplea para indicar a George Chandler Whipple como autoridad en la descripción y clasificación científica de los vegetales.[26]